# Julia Has Two Lovers
Pour plus de détails, voir Fiche technique et Distribution.
Julia Has Two Lovers  est une comédie romantique américaine réalisée par Bashar Shbib, avec David Duchovny, Daphna Kastner et David Charles, sortie en 1991, mettant en scène un triangle amoureux.

## Synopsis
Julia est une auteure de livres pour enfants qui habite avec Jack, son éditeur et fiancé, dans un appartement à Venice en Californie. Jack est dévoué, mais n’est pas tout à fait un amant passionné, malgré les tentatives de Julia pour ranimer la flamme. Jack demande Julia en mariage mais, même si Julia semble avoir attendu ce moment depuis longtemps, elle hésite. 

Un matin, le téléphone de Julia sonne et un certain Daniel prétend avoir fait un mauvais numéro. Il commence rapidement à flirter avec la jeune femme, la conversation s'éternise et une relation s’installe entre les deux personnages. Julia se retrouve tiraillée entre la promesse d’une vie rangée et la possibilité de vivre un fantasme romantique.

## Fiche technique
- Titre : Julia Has Two Lovers
- Réalisation : Bashar Shbib
- Scénario : Bashar Shbib, Daphna Kastner
- Production : Bashar Shbib
- Photographie : Stephen Reizes
- Montage : Dan Foegelle, Bashar Shbib
- Musique : Emilio Kauderer
- Pays d'origine : États-Unis, Canada
- Distribué par : Southgate Entertainment
- Langue : anglais
- Durée :  86 min
- Format : couleur, 35 mm
- Budget : 150 000 $[1]
- Date de sortie : 22 mars 1991[2]

## Distribution
- Julia : Daphna Kastner
- Daniel : David Duchovny
- Jack :  David Charles

## Écriture
Daphna Kastner est à l’origine de l’ensemble de l’histoire et a participé à l’écriture du scénario en compagnie de Bashar Shbib. 
De son côté, Bashar Shbib a été inspiré par son expérience personnelle ; il raconte qu'il était en relation avec deux femmes qui portaient chacune un enfant de lui, tout en étant marié à une troisième : « The fact that I had relationships with two women simoulltaneously, both of whom were producing my children, and was married to a third, kind of influenced my life ».

## Production
Julia Has Two Lovers a été tourné en deux semaines avec un faible budget. Daphna Kastner raconte qu’il leur arrivait de manquer de pellicule et qu’elle devait mendier des fins de bobines à des amis cinéastes. Pour cette raison, la moitié des scènes n’ont été tournées qu’une fois. Aussi, David Duchovny et David Charles ont accepté d’échanger leur salaire contre un pourcentage du revenu du film.

## Diffusion et réception
Julia Has Two Lovers a été distribué dans 90 pays et a rapporté 4 millions de dollars.

### Festivals
Julia Has Two Lovers a été diffusé au Festival international du film de Berlin. Le film a reçu le prix de la critique au festival de Chamrousse en 1991 et a été diffusé au Festival des films du monde de 1990 à Montréal, ainsi qu’au 16e Festival international du film de Seattle.

### Réception critique
Le film a fait l’objet de nombreuses critiques, dans l’ensemble assez favorables.  Le film  est sorti au Village East Cinemas à New York et il a fait l’objet d’une critique dans le New York Times . La revue Positif décrit Julia Has Two Lovers comme « l’archétype même du film marginal américain intéressant ». Le jeu des acteurs y est décrit comme « hyperréaliste » en opposition à une composition filmique élaborée . La revue québécoise Spirale parle du film comme « la version commerciale de Evixion » . Le film est d'ailleurs reconnu comme étant le plus accessible des films réalisés par Bashar Shbib . Enfin, le jeu d’acteur, de Daphna Kastner et David Duchovny en particulier, a été très apprécié. Cependant, la plupart des critiques s’entendent pour dire que la deuxième partie du film, à partir du moment où Julia et Daniel se rencontrent, est un peu faible,. Julia Has Two Lovers a même fait l’objet d’un article dans le magazine Playboy.

### Sortie vidéo
La sortie vidéo du film a été annoncée dans la Gazette montréalaise le 15 novembre 1991.

## Style et genre
Julia Has Two Lovers a été qualifié de « comédie érotique » (« erotic comedy ») et de « one-woman show » par Stephen Holden dans le New York Times. Stephen Holden y voit également un vague commentaire féministe sur les effets indésirables d’un rêve romantique qui devient réalité.

La revue Spirale a comparé le film au cinéma de Woody Allen, « la sophistication en moins ».  Julia has two lovers a également été comparé à Sexe, Mensonges et Vidéo de Steven Soderberg.

### Commentaires du réalisateur
Shbib a qualifié Julia Has Two Lovers de comédie « Nouvel-Âge ».